# کیش‌بوداک
کیش‌‌بوداک (به مجاری:  Kisbodak) یک شهرداری در مجارستان است که در ناحیه موشون‌مادیارووار واقع شده‌است. کیش‌‌بوداک ۹٫۰۴ کیلومتر مربع مساحت و ۳۸۵ نفر جمعیت دارد. 